# This Is Me (Keala Settle)
This Is Me è un brano interpretato da Keala Settle per il film The Greatest Showman, pubblicato il 26 ottobre 2017 dalla Atlantic Records come singolo promozionale dalla colonna sonora del film. Ha vinto il Golden Globe per la migliore canzone originale e ha conquistato una nomination al Critics' Choice Movie Award alla miglior canzone e all'Oscar alla migliore canzone. Il 22 dicembre 2017 è stata pubblicata una seconda versione, eseguita dalla cantante americana Kesha.
Dopo l'uscita del film, la canzone ha raggiunto la top 5 nel Regno Unito, la top 10 in Australia, Malaysia e Sud Corea e la top 20 in Irlanda, Belgio (Fiandre) e Nuova Zelanda.

## Promozione
La cantante ha eseguito il brano dal vivo al The Graham Norton Show il 9 febbraio 2018 ed al The Ellen DeGeneres Show il 21 febbraio 2018. Inoltre, ha cantato la canzone alla 90ª edizione della cerimonia degli Oscar il 4 marzo.

## Riconoscimenti
Academy Awards
- 2018 – Candidatura per la migliore canzone[16]

Critics' Choice Movie Awards
- 2018 – Candidatura per la migliore canzone[20]

Georgia Film Critics Association
- 2018 – Candidatura per la migliore canzone originale[21]

Golden Globe
- 2018 – Migliore canzone originale[22]

## Versione di Kesha
La versione di Kesha del brano è stata pubblicata il 22 dicembre 2017. Ha raggiunto la settantunesima posizione in Australia.

## Classifiche

### Keala Settle
| Classifiche (2017-18) | Posizione massima |
| --------------------- | ----------------- |
| Australia             | 10                |
| Austria               | 31                |
| Belgio (Fiandre)      | 41                |
| Canada                | 74                |
| Francia               | 52                |
| Germania              | 55                |
| Giappone              | 17                |
| Irlanda               | 11                |
| Nuova Zelanda         | 13                |
| Paesi Bassi           | 92                |
| Regno Unito           | 3                 |
| Spagna                | 66                |
| Stati Uniti           | 58                |
| Svezia                | 3                 |
| Svizzera              | 60                |

### Kesha
| Classifiche (2018) | Posizione massima |
| ------------------ | ----------------- |
| Australia          | 71                |
| Scozia             | 55                |

## Utilizzo nella cultura di massa
Nel dicembre 2021 in occasione della nuova campagna pubblicitaria della Tim che verrà utilizzata per tutto il 2022 Mina realizza una versione appositamente per la compagnia telefonica con un testo ad'oc in italiano intitolato Questa è Tim la cui base riprende in parte quella della versione originale. Il primo spot basato su un musical che racconta la storia della telefonia con la canzone completa è stato trasmesso il 31 dicembre 2021 alle 20:40 a reti unificate su tutti i canali Mediaset. Nei vari spot trasmessi nel corso dell'anno la canzone è stata poi accorciata. Tra la fine di gennaio e l'inizio di febbraio 2022 in occasione dell'utilizzo dell'azienda come sponsor del Festival di Sanremo ne è stata realizzata una versione speciale dello spot trasmesso il 31 dicembre 2021 con anche protagonista Amadeus, conduttore di quell'edizione della kermesse.